# 南非統計局
南非統計局（簡稱為）是南非的國家統計機構，其目標是及時、準確和官方的統計數據，以促進經濟增長、發展及民主。為此，南非統計局進行官方人口統計、經濟以及社會普查與調查。迄今為止，南非統計局已於1996年、2001年和2011年進行三次人口普查，並公佈了人口普查的結果。以前，南非統計局稱為“中央統計服務”；在種族隔離結束後不久，其吸收了特蘭斯凱、博普塔茨瓦納、文達以及西斯凱的統計服務。

## 進行調查
- 1999年青少年活動調查（英语：Survey of Activities of Young People）
- 2001年南非人口普查
- 2007年社區調查
- 2011年南非人口普查（英语：South African National Census of 2011）

## 批評
南非統計局因未能提供有關移民及通貨膨脹的準確數據而受到批評。

## 外部連結
- Statistics South Africa（页面存档备份，存于）
- Statistics Act, no. 6 of 1999from polity.org.za（页面存档备份，存于）